# Andrzej Adam Sadowski

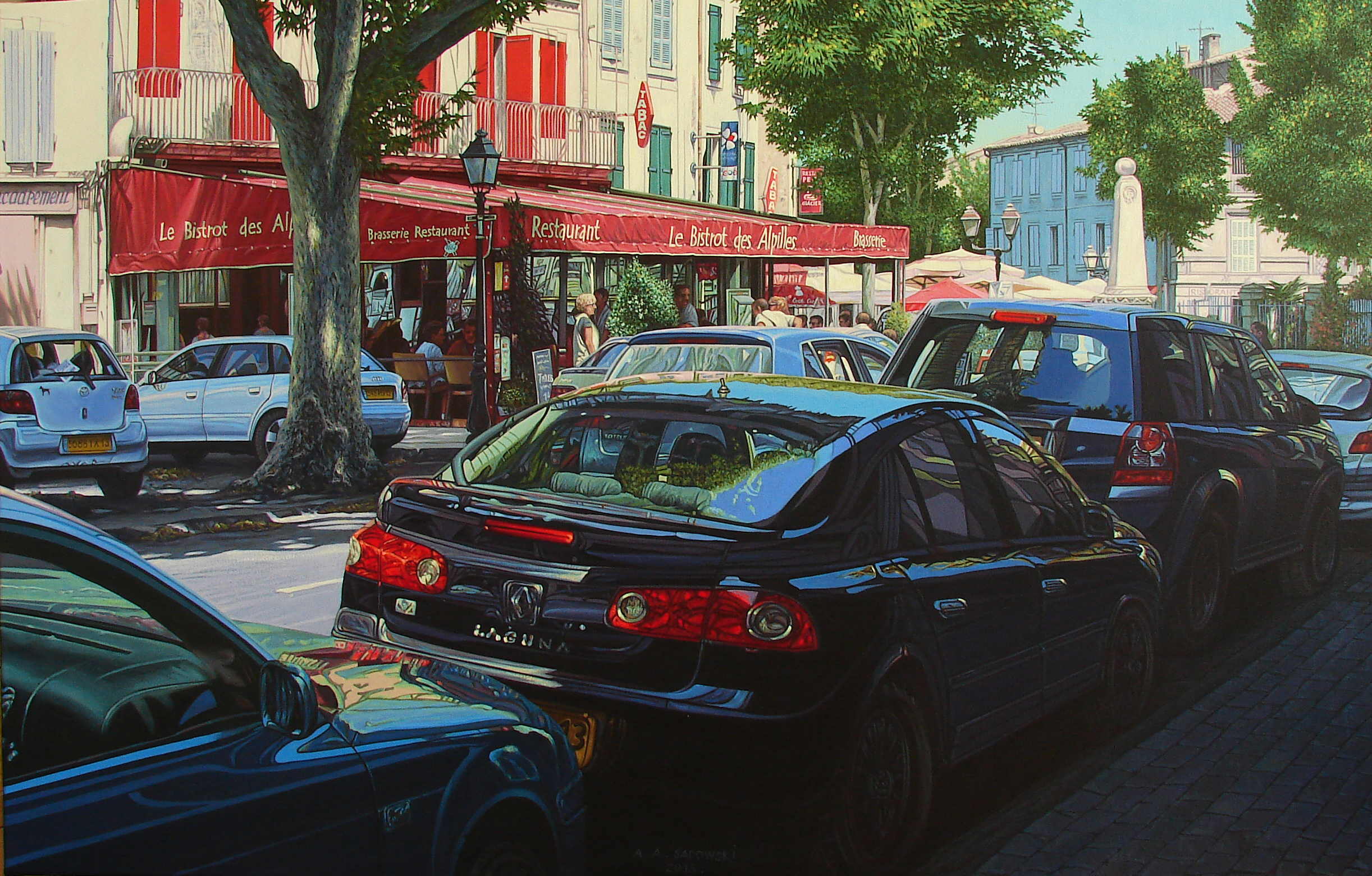
St.Remy de Provance, (2013)

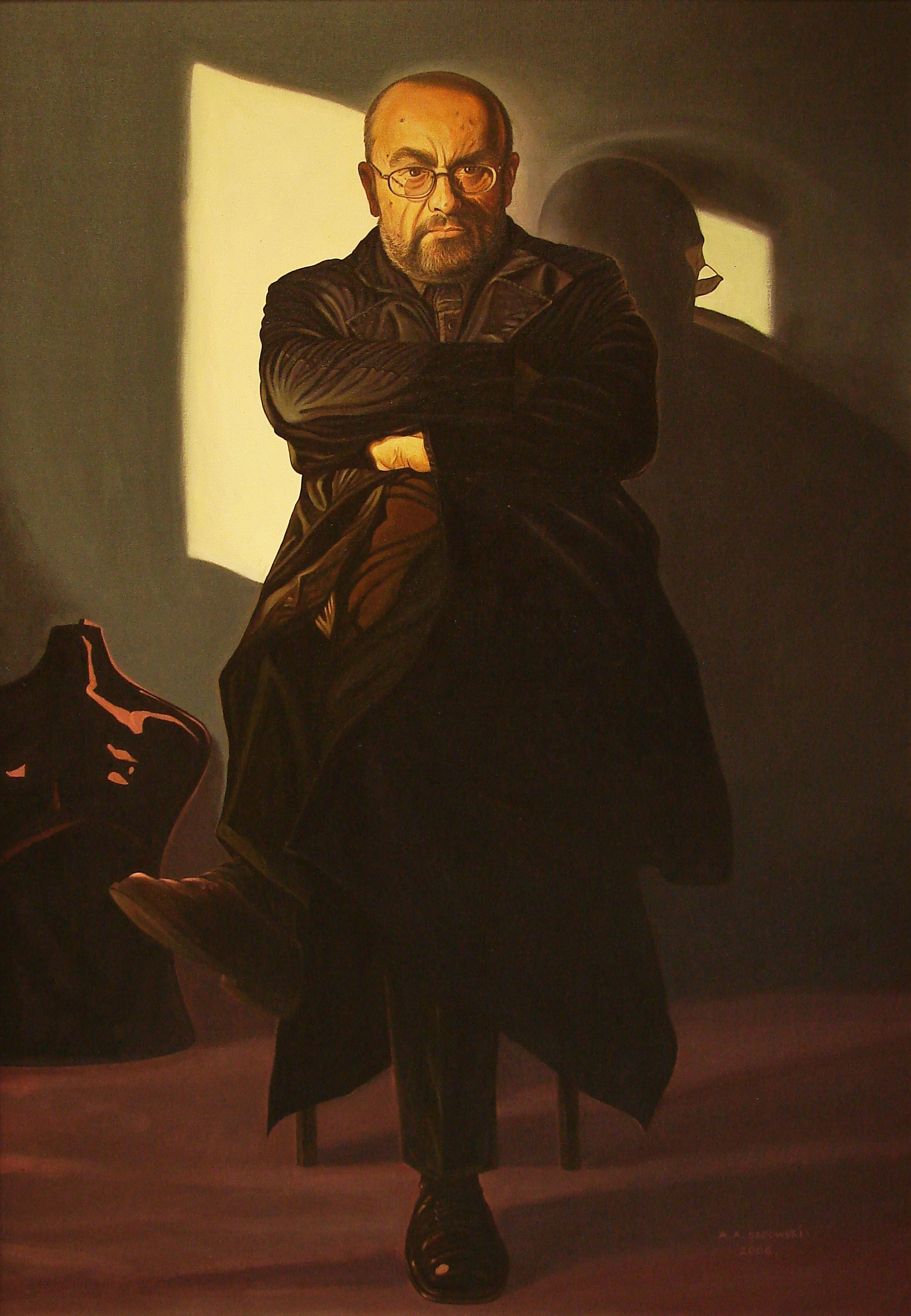
Autoportret z czarnym manekinem III, (2007)

Andrzej Adam Sadowski – polski malarz i rysownik, profesor, przedstawiciel hiperrealizmu, wykładowca akademicki, odznaczony medalem „Zasłużony Kulturze Gloria Artis”.

## Życiorys
Urodzony w 1946 roku w Łodzi. Studia ukończył w Państwowej Wyższej Szkole Sztuk Plastycznych w Łodzi, w pracowni malarstwa i rysunku prof. Mariana Jaeschke. Dyplom uzyskał w 1970 roku. W latach 1976–1978 był stypendystą Funduszu Rozwoju Twórczości Plastycznej Ministra Kultury i Sztuki. W roku 1978 był stypendystą Fondazione Romana Marchesa J.S. Umiastowska w Rzymie, a w 2004 roku stypendystą Maison d’artiste de la Grande Vigne w Dinan we Francji.

Był profesorem malarstwa i rysunku w Akademii Sztuk Pięknych w Łodzi i w Wyższej Szkole Informatyki i Umiejętności w Łodzi, w latach 1992–2004 także w Europejskiej Akademii Sztuk w Warszawie, a w latach 2002–2005 w Wyższej Szkole Kupieckiej w Łodzi.
Twórczość w zakresie malarstwa i rysunku. W 2016 roku został  odznaczony srebrnym medalem „Zasłużony Kulturze Gloria Artis”. Zmarł w Łodzi w 3 listopada 2016 roku.

Był mężem malarki Marii Sadowskiej i ojcem historyka sztuki Łukasza Mikołaja Sadowskiego.

## Twórczość
Samodzielne próby malarskie Andrzeja Adama Sadowskiego, po uzyskaniu dyplomu zbiegły się z jego pierwszymi wyjazdami artystycznymi (udziałami w plenerach a także stypendiami) do Europy Zachodniej. Był to kontakt z zupełnie innym światem, w którym było miejsce zarówno na prawdziwą kulturę, życzliwość, przede wszystkim jednak każdy uzdolniony młody człowiek mógł realizować bez przeszkód własne – również najbardziej szalone – plany i marzenia. Rzeczywistość zza zachodniej granicy PRL-u była nie tylko bogatsza i piękniejsza, ale i czystsza od tej byle jakiej w biednej szaro-burej Polsce. Być może pragnąc uciec od prozy dnia codziennego postanowił utrwalić i przekazać widzom polskich sal wystawowych przynajmniej w postaci swoich obrazów świat, o którym trudno było wielu z nas wówczas pomarzyć. Rodzący się w Stanach Zjednoczonych hiperrealizm, zwany również superealizmem lub fotorealizmem, którego celem było przedstawienie  rzeczywistości z jak największą precyzją wzbudził zainteresowanie artysty. Zafascynowany twórczością Richarda Estes’a, Don Eddy’ego czy Richarda McLean’a malował wykorzystując zrobione w tym celu przez siebie fotografie: fragmenty lśniących karoserii, wystawy sklepowe, sceny miejskie. Był jak sam siebie określał malarzem weducistą pokazującym życie miasta, nawiązującym do twórczości dawnych malarzy pejzaży miejskich, takich jak Bernardo Bellotto, czy Rudolf von Alt.
Taki sposób tworzenia  wymaga od artysty absolutnego mistrzostwa technicznego, którego z całą pewnością nie brakowało Andrzejowi A. Sadowskiemu i tej technice, którą – doprowadzał latami do perfekcji - pozostał wierny do śmierci.  

## Wystawy indywidualne
- 1974 Łódź, Teatr Wielki
- 1975 Łódź, Salon Sztuki Współczesnej (z Marianem Kępińskim i Grzegorzem Sztabińskim).
- 1976 Getynga, Galerie Apex
- 1977 Łódź, Salon Sztuki Współczesnej
- 1978 Warszawa, Galeria Plastyka; Gdańsk, Galeria Przymorze; Warszawa, Galeria Sztuki Współczesnej, Rynek Starego Miasta; Düsseldorf, Galerie Depolma
- 1979 Warszawa, Galeria Kordegarda
- 1983 Łódź, Galeria Anny Wesołowskiej; Berlin Zachodni, Atelier für Polnische Kunst
- 1985 Łódź, Salon Sztuki Współczesnej
- 1985 Płock, BWA; Tarnów, BWA
- 1985 Białystok, BWA
- 1986 Berlin, Ośrodek Informacji i Kultury Polskiej (z Jerzym Tadeuszem Mrozem)
- 1989 Bratysława, Ośrodek Informacji i Kultury Polskiej (z Marianem Kępińskim i Jerzym Tadeuszem Mrozem); Tokio, Desa Gallery
- 1990 Zamość, BWA
- 1991 Gdańsk, Galeria u Literatów (z Marią Sadowską)
- 1992 Łódź, Galeria Willa, Miejska Galeria Sztuki; Płock, BWA
- 1992 Gdańsk, Galeria u Literatów, „Gdańsk i morze w malarstwie A. Sadowskiego”
- 1993 Warszawa, Galeria Test
- 1995 IV Międzynarodowe Targi Motoryzacyjne Auto-Tour Market Poland 95; Kielce, Katowice, Zabrze
- 1996 Wałbrzych, Muzeum Okręgowe
- 1997 Łódź, Miejska Galeria Sztuki; Gliwice, Muzeum Okręgowe
- 1998 Warszawa, Galeria Test; Gdańsk, Galeria Top-Art
- 2002 Warszawa, Galeria Europejskiej Akademii Sztuk, „Papierowe podróże”; Poznań, Poznańska Galeria Nowa
- 2003 Lublin, Galeria Norwid, Zespół Szkół Artystycznych
- 2004 Przemyśl, Galeria Sztuki Współczesnej; Warszawa, Galeria Sztuki Katarzyny Napiórkowskiej; Dinan (Francja), Maison d’artist de la Grande Vigne (z M. Sadowską); Łódź, Galeria Europejskiego Centrum Kultury „Logos”
- 2007 Wystawa malarstwa (wraz z M. Sadowską) – Państwowa Galeria Sztuki i Galeria Sopot „Triada”
- 2008 Rzeszów, Biuro Wystaw Artystycznych
- 2009 Katowice, Teatr Śląski im. St. Wyspiańskiego, Galeria Foyer
- 2010 Radom, Galeria „Rogatka” przy Politechnice Radomskiej
- 2011 Iława, Galeria „Na Wprost”
- 2012 Łódź, Galeria ASP im. W.Strzemińskiego, A.A.Sadowski Wystawa retrospektywna
- 2012 i 2013 Opole, Galeria ZPAP „I Piętro”, A.A.Sadowski Malarstwo, katalog
- 2013 Włocławek, Galeria Sztuki Współczesnej, A.A. Sadowski Malarstwo
- 2014 Łódź, Galeria Amcor, A.A. Sadowski, Malarstwo
- 2015 Łódź, Miejska Galeria Sztuki, A.A. Sadowski „Hiperpejzaż współczesności”, Retrospektywa 1966–2015
- 2017 Lublin, Galeria Sztuki Sceny Plastycznej KUL, A.A. Sadowski  Malarstwo

## Nagrody i wyróżnienia
- 1970	Doroczny Konkurs dla Dyplomantów Wyższych Uczelni Plastycznych im. K. Bartoszka i Z. Bobowskiego, Warszawa; wyróżnienie w dziale malarstwa
- 1971	Ogólnopolski Konkurs „Człowiek, praca, środowisko w malarstwie, rzeźbie, grafice”, Warszawa; nagroda II stopnia w dziale malarstwa
- 1972	Konkurs na Grafikę i Rysunek Okręgu Łódzkiego ZPAP, Łódź; 2/3 nagrody w dziale grafiki i rysunku
- 1973	Konkurs na obraz i gobelin Okręgu Łódzkiego ZPAP, Łódź; wyróżnienie za obraz
- 1974	XI Konkurs na Grafikę i Rysunek Okręgu Łódzkiego ZPAP, Łódź; wyróżnienie za rysunek
- 1975	Konkurs Malarstwa i Rzeźby Okręgu Łódzkiego ZPAP, Łódź; wyróżnienie za obraz
- 1976	Konkurs malarstwa „Pejzaż łódzki”, Łódź; III nagroda za obraz
- 1977	Konkurs malarstwa „Pejzaż łódzki”, Łódź; III nagroda za obraz
- 1978	Konkurs „Łódź – portret miasta”, Łódź; II nagroda za obraz
- 1979	Konkurs „Bielska Jesień”, Bielsko-Biała; I nagroda – Srebrna Paleta za obraz
- 1980	Konkurs malarstwa „Zamość w sztuce”, Zamość; III nagroda

## Obrazy w zbiorach
Prace artysty znajdują się w zbiorach: Muzeum Narodowego w Warszawie, Muzeum Narodowego w Krakowie, Muzeum Sztuki w Łodzi, Zachęta Narodowa Galeria Sztuki w Warszawie, Muzeum Warmii i Mazur w Olsztynie, Muzeum Okręgowego im. L. Wyczółkowskiego w Bydgoszczy, Muzeum Górnośląskiego w Bytomiu, Muzeum Okręgowego w Toruniu, Muzeum Okręgowego w Radomiu, Mazowieckiego Centrum Sztuki Współczesnej „Elektrownia” w Radomiu, Muzeum Regionalnego w Pabianicach, Centralnego Muzeum Włókiennictwa w Łodzi, Muzeum Miasta Łodzi, Zbiory Sztuki Klasztor OO Paulinów, Jasna Góra w Częstochowie, Muzeum Niepodległości w Łodzi, Muzeum Sztuk Pięknych im. Puszkina w Moskwie, Ermitażu w Petersburgu, Galerii Autoportretów Galerii Degli Uffizi we Florencji, Konsulatu RP w Los Angeles, prezydenta miasta Stuttgartu, Biura Wystaw Artystycznych w Płocku, Białymstoku, Olsztynie, Lublinie, Szczecinie, Wałbrzychu, Zamościu, Miejskiej Galerii Sztuki w Łodzi, Wydziału Architektury Politechniki Białostockiej oraz licznych kolekcjach państwowych i prywatnych w kraju i za granicą – w Austrii, Australii, Belgii, Brazylii, Danii, Grecji, Francji, Hiszpanii, Holandii, Indonezji, Japonii, Kanadzie, Maroku, Norwegii, Niemczech, Szwajcarii, Szwecji, Syrii, Rosji, Ukrainie, USA, Wielkiej Brytanii i we Włoszech.